# Campeonato Mundial de Natação em Piscina Curta de 2016 - 50 m costas masculino
A prova dos 50 metros nado costas masculino do Campeonato Mundial de Natação em Piscina Curta de 2016 foi disputado entre 8 e 9 de dezembro no Centro WFCU em Windsor, Canadá.

## Recordes
Antes desta competição, os recordes mundiais e do campeonato nesta prova eram os seguintes:
|                       | Nome             | Nacionalidade | Tempo | Local | Data                  |
| --------------------- | ---------------- | ------------- | ----- | ----- | --------------------- |
| Recorde mundial       | Florent Manaudou | França        | 22.22 | Doha  | 6 de dezembro de 2014 |
| Recorde do campeonato | Florent Manaudou | França        | 22.22 | Doha  | 6 de dezembro de 2014 |

## Medalhistas
| Ouro             | Prata                 | Bronze                |
| Junya Koga (JPN) | Jeremy Stravius (FRA) | Pavel Sankovich (BLR) |

## Resultados

### Eliminatórias
As eliminatórias ocorreram dia 8 de dezembro com um total de 50 nadadores.  
| Colocação | Bateria | Raia | Nome                    | Nacionalidade      | Tempo | Notas |
| --------- | ------- | ---- | ----------------------- | ------------------ | ----- | ----- |
| 1         | 8       | 5    | Junya Koga              | Japão              | 22.93 | Q     |
| 2         | 9       | 4    | Jeremy Stravius         | França             | 23.09 | Q     |
| 3         | 9       | 3    | Xu Jiayu                | China              | 23.42 | Q     |
| 4         | 7       | 5    | Miguel Ortiz-Cañavate   | Espanha            | 23.47 | Q     |
| 4         | 9       | 5    | Pavel Sankovich         | Bielorrússia       | 23.47 | Q     |
| 6         | 7       | 4    | Tomasz Polewka          | Polónia            | 23.50 | Q     |
| 7         | 8       | 4    | Mitchell Larkin         | Austrália          | 23.57 | Q     |
| 8         | 5       | 4    | Albert Subirats         | Venezuela          | 23.59 | Q     |
| 9         | 8       | 0    | Grigory Tarasevich      | Rússia             | 23.70 | Q     |
| 9         | 8       | 6    | Robert Glinta           | Roménia            | 23.70 | Q     |
| 11        | 8       | 3    | Robert Hurley           | Austrália          | 23.71 | Q     |
| 12        | 9       | 6    | Iskender Baskalov       | Turquia            | 23.83 | Q     |
| 13        | 6       | 2    | Michael Taylor          | Estados Unidos     | 23.87 | Q     |
| 14        | 6       | 3    | Jacob Pebley            | Estados Unidos     | 23.88 | Q     |
| 15        | 7       | 6    | Masaki Kaneko           | Japão              | 23.89 | Q     |
| 16        | 8       | 2    | Viktar Staselovich      | Bielorrússia       | 23.98 | Q     |
| 17        | 9       | 0    | Charles Hockin          | Paraguai           | 24.06 |       |
| 18        | 7       | 2    | Javier Acevedo          | Canadá             | 24.11 |       |
| 19        | 5       | 7    | Daniel Carranza         | México             | 24.27 |       |
| 19        | 7       | 7    | Lê Nguyễn Paul          | Vietname           | 24.27 |       |
| 21        | 9       | 2    | Magnus Jakupsson        | Dinamarca          | 24.31 |       |
| 22        | 8       | 7    | Danas Rapsys            | Lituânia           | 24.32 |       |
| 23        | 6       | 4    | Ryan Pini               | Papua-Nova Guiné   | 24.35 |       |
| 24        | 9       | 1    | David Gamburg           | Israel             | 24.37 |       |
| 25        | 8       | 1    | Charlie Boldison        | Reino Unido        | 24.39 |       |
| 26        | 7       | 2    | Andrei Shabasov         | Rússia             | 24.41 |       |
| 27        | 9       | 8    | Thomas Avetand          | França             | 24.45 |       |
| 28        | 7       | 1    | Tomas Franta            | Chéquia            | 24.52 |       |
| 29        | 8       | 9    | Apostolos Christou      | Grécia             | 24.53 |       |
| 30        | 2       | 9    | Anton Louie Loncar      | Croácia            | 24.74 |       |
| 31        | 2       | 8    | Gaston Hernandez        | Argentina          | 24.75 |       |
| 32        | 7       | 9    | Axel Pettersson         | Islândia           | 24.85 |       |
| 33        | 1       | 3    | Duy Khoi Tran           | Vietname           | 24.90 |       |
| 34        | 7       | 0    | Christopher Courtis     | Barbados           | 24.94 |       |
| 34        | 8       | 8    | Gabriel Lopes           | Portugal           | 24.94 |       |
| 36        | 5       | 6    | Markus Thormeyer        | Canadá             | 24.97 |       |
| 37        | 1       | 5    | Justin Plaschka         | Jamaica            | 25.01 |       |
| 38        | 6       | 7    | Neil Fair               | África do Sul      | 25.06 |       |
| 39        | 6       | 5    | Ricky Ellis             | África do Sul      | 25.10 |       |
| 40        | 5       | 5    | David Adalsteinsson     | Islândia           | 25.24 |       |
| 41        | 7       | 8    | Kristinn Porarinsson    | Islândia           | 25.27 |       |
| 42        | 6       | 6    | Kristof Rasovszky       | Hungria            | 25.49 |       |
| 43        | 5       | 2    | Boris Kirillov          | Azerbaijão         | 25.61 |       |
| 44        | 5       | 3    | Ivo Kunzle Savastano    | Paraguai           | 25.75 |       |
| 45        | 5       | 8    | Sheikh Tariq            | Paquistão          | 25.93 |       |
| 46        | 6       | 9    | Gorazd Chepishevski     | Macedônia do Norte | 25.97 |       |
| 47        | 6       | 1    | Francis Fong            | Singapura          | 26.08 |       |
| 48        | 5       | 1    | Eisner Barbera Espinoza | Nicarágua          | 26.17 |       |
| 49        | 4       | 7    | Keanan Michael Dols     | Jamaica            | 26.33 |       |
| 50        | 4       | 8    | Adel El Fakir           | Líbia              | 26.39 |       |

### Semifinal
A semifinal  ocorreu dia 8 de dezembro. 

#### Semifinal 1
| Colocação | Raia | Nome                  | Nacionalidade  | Tempo | Notas |
| --------- | ---- | --------------------- | -------------- | ----- | ----- |
| 1         | 4    | Jeremy Stravius       | França         | 23.16 | Q     |
| 2         | 5    | Miguel Ortiz-Cañavate | Espanha        | 23.33 | Q     |
| 3         | 6    | Albert Subirats       | Venezuela      | 23.37 | Q     |
| 4         | 3    | Tomasz Polewka        | Polónia        | 23.47 | Q     |
| 5         | 1    | Jacob Pebley          | Estados Unidos | 23.63 |       |
| 6         | 2    | Robert Glinta         | Roménia        | 23.64 |       |
| 7         | 7    | Iskender Baslakov     | Turquia        | 23.85 |       |
| 8         | 8    | Viktar Staselovich    | Bielorrússia   | 24.08 |       |

#### Semifinal 2
| Colocação | Raia | Nome               | Nacionalidade  | Tempo | Notas |
| --------- | ---- | ------------------ | -------------- | ----- | ----- |
| 1         | 4    | Junya Koga         | Japão          | 22.81 | Q     |
| 2         | 3    | Pavel Sankovich    | Bielorrússia   | 23.07 | Q     |
| 3         | 7    | Robert Hurley      | Austrália      | 23.20 | Q     |
| 4         | 5    | Xu Jiayu           | China          | 23.39 | Q     |
| 5         | 6    | Mitch Larkin       | Austrália      | 23.57 |       |
| 6         | 2    | Grigory Tarasevich | Rússia         | 23.64 |       |
| 7         | 8    | Masaki Kaneko      | Japão          | 23.65 |       |
| 8         | 1    | Michael Taylor     | Estados Unidos | 23.84 |       |

### Final
A final teve sua disputa realizada em 9 de dezembro. 
| Colocação         | Raia | Nome                  | Nacionalidade | Tempo | Notas |
| ----------------- | ---- | --------------------- | ------------- | ----- | ----- |
| Medalha de ouro   | 4    | Junya Koga            | Japão         | 22.85 |       |
| Medalha de prata  | 3    | Jeremy Stravius       | França        | 22.99 |       |
| Medalha de bronze | 5    | Pavel Sankovich       | Bielorrússia  | 23.03 |       |
| 4                 | 7    | Albert Subirats       | Venezuela     | 23.26 |       |
| 5                 | 6    | Robert Hurley         | Austrália     | 23.32 |       |
| 6                 | 2    | Miguel Ortiz-Cañavate | Espanha       | 23.40 |       |
| 6                 | 8    | Tomasz Polewka        | Polónia       | 23.40 |       |
| 8                 | 1    | Xu Jiayu              | China         | 23.54 |       |

Legenda
| Recorde mundial       | Recorde mundial (World record)               |                       | Recorde africano                      | Recorde africano (African) |                                           | Q | Classificado por posição (Qualified) |
| Recorde do campeonato | Recorde do campeonato (Championship record)  | Recorde da América    | Recorde da América (Americas)         | q                          | Classificado por melhor tempo (Qualified) |   |                                      |
| Melhor marca do ano   | Melhor marca do ano (World leading)          | Recorde asiático      | Recorde asiático (Asian)              | DNS                        | Não largou (Did not start)                |   |                                      |
| Recorde nacional      | Recorde nacional (National record)           | Recorde europeu       | Recorde europeu (European)            | DNF                        | Não terminou (Did not finish)             |   |                                      |
| Recorde pessoal       | Recorde pessoal do atleta (Personal best)    | Recorde da Oceania    | Recorde da Oceania (Oceania)          | DSQ / DQ                   | Desclassificado (Disqualified)            |   |                                      |
| Recorde da temporada  | Recorde da temporada do atleta (Season best) | Recorde sul-americano | Recorde sul-americano (South America) | NM                         | Sem marca (No mark)                       |   |                                      |